# Eva Hohenschildin

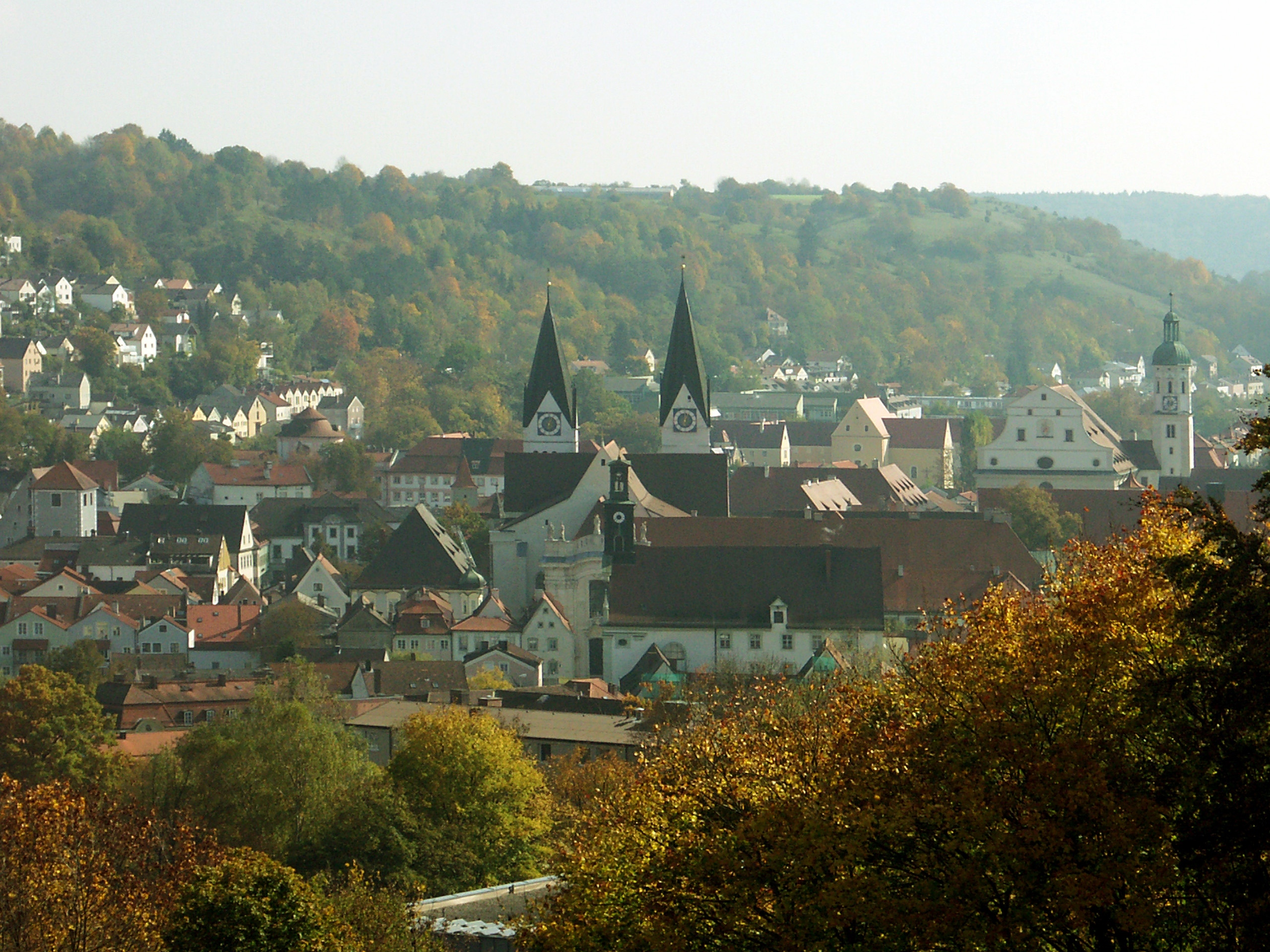
Eichstätt – Wohn- und Sterbeort der Hohenschildin

Eva Hohenschildin (auch Kochmichels in der Rosengasse Eheweib) (* 1584 in Wemding; † 18. Juli 1620 in Eichstätt) war ein Opfer der Hexenverfolgungen aus der Zeit des Höhepunktes der Verfolgung in Eichstätt.

## Die Hexenverfolgungen

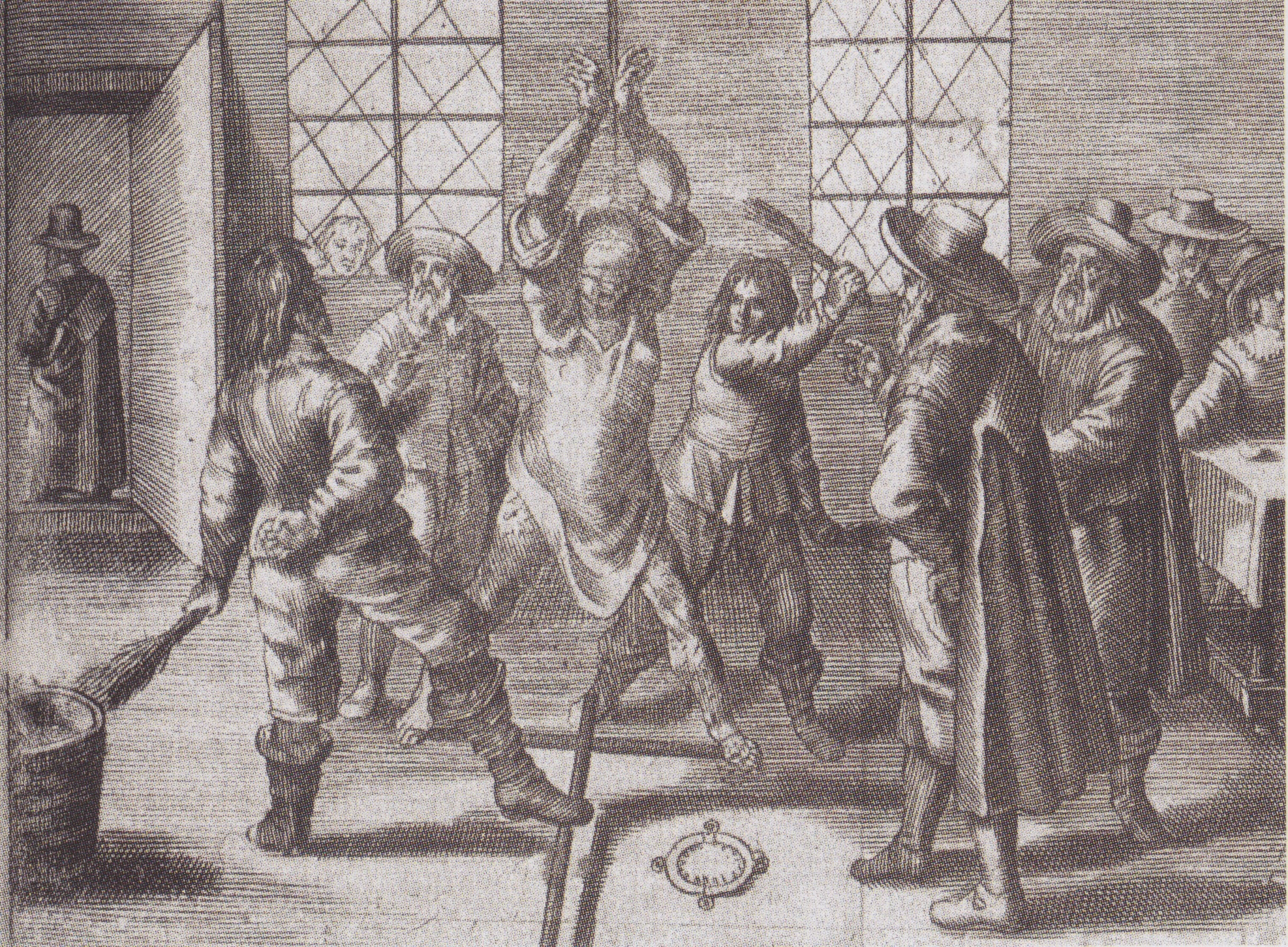
Verhör in einem Hexenprozess

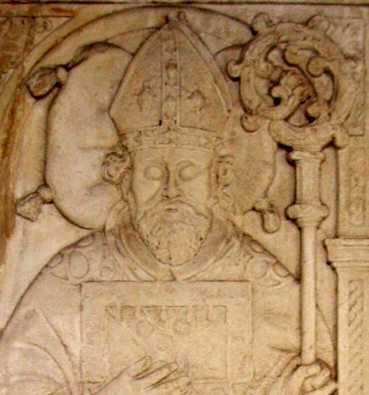
Porträt des Fürstbischofs Johann Christoph von Westerstetten – er regierte während des Prozesses der Hohenschildin

Die Hexenverfolgungen im Hochstift Eichstätt dauerten von 1532 bis 1723. Dabei wurden mindestens 249 Menschen (219 Frauen, 30 Männer) wegen des Verdachts der Hexerei verhaftet. Die meisten von ihnen, 224 (197 Frauen, 27 Männer) wurden nachweislich dort zum Tode verurteilt und hingerichtet.
Schwerpunkt der Verfolgungen waren die Jahre 1613 bis 1630 während der Regierungszeit von  Fürstbischof Johann Christoph von Westerstetten. Die meisten Opfer stammten aus Eichstätt selbst. Höhepunkt war das Jahr 1620, als  25 Frauen hingerichtet wurden. Dompfarrer Johann Reichard wurde 1624 verhaftet und bis zu seinem Tode 20 Jahre in der Haft behalten, obwohl er kein Geständnis abgelegt hat.
Siehe Hauptartikel Hexenverfolgung im Hochstift Eichstätt.

## Leben
Eva Hohenschild war zu Wemding geboren und erzogen, ihr Vater, ein Bauersmann, hieß Michael Hiebner, ihre Mutter Apolonia Hieberin. Sie verehelichte sich mit Michael Hohenschild (Kochmichels), Wirt und Garkoch in der Rosengasse zu Eichstätt. Während ihrer 16-jährigen Ehe bekam sie keine Kinder von ihm, hatte aber vor ihrer Verehelichung das Mädchen Margaretha geboren, das bei ihrer Gefangennahme noch am Leben war und in ihrem Haus erzogen wurde. Weitere Familienangehörige ihres Mannes: Schwester Els, Frau des Schwaben Erler in der Altenbürg, und deren Töchterlein Annalein von Ingolstadt, sowie ihre Geschweyen Thoma Margettlin in dem Bartelweg.

## Verlauf des Hexenprozesses
Sie wurde am 28. April 1620 verhaftet und von den Hexenkommissaren verhört. Sie sagte sie „sey Hexerey halber ganz unschuldig. Bittet um Gottes Willen, man wolle sie Hexerey halber zufrieden lassen.“
Scharfrichter M. Mathes fand auf ihrer linken Hüfte ein weißliches Hexenmal.
Sie sagte: „wiss und kind von der Hexerey nichts zu sagen, es gehe ihr gleich wie Gott wöll.“
In der Folterkammer sagte sie: „um des jüngsten Gerichts und Gottes Willen, ob man dann sie zu einer Sache, um die sie nichts wisse, zwingen und nötigen wolle.“
Als sie festgebunden wurde, schrie sie zu Gott, er solle ein Zeichen tun. Als sie aufgezogen wurde, schrie sie, „ob man ihr schon alle Glieder sollt ausreisen, so wisse sie nichts zu sagen.“ Wie könne „man so steinerne Herzen haben!“
Sie sagte, „wann jedermann so Unrecht geschehe als ihr, so werde jedermann auch zukünftig Unrecht geschehen.“ „Sie sey so unschuldig als ein Kind in der Wiege, so wahr Gott im Himmel leb, so könne sie von der Hexerei nichts sagen.“
Als die Folter verschärft wurde, gestand sie Verleugnung Gottes, Teufelspakt, Teufelsbuhlschaft und Schadenzauber.
Sie bat „um des jüngsten Gerichts willen, sie weiter nicht zu treiben, wollte daß ihr Herz gleich wie ihre Hand offen steht, damit man nun, was darinnen stecke, sehen möchte“.
Nach erneuter Folter am 30. April 1620 gestand sie, sie habe mit Pulver vom Teufel Wiesen, Schweinen, Pferden und Leuten geschadet und am Hexensabbat teilgenommen.
Sie wurde bis zum 27. Juni verhört, denunzierte unter Androhung weiterer Folter 56 Personen. Am 18. Juli 1620 wurde sie zusammen mit Kunigunde Sterzl, Helena Schneckin und Barbara Freyin durch das Schwert öffentlich hingerichtet und anschließend verbrannt. Sie vererbte 400 Gulden.